# Озброєння та військова техніка морської піхоти США
Список озброєння та військової техніки Корпусу морської піхоти США — перелік озброєння, військової техніки, зброї, літаків та спеціального оснащення, що перебуває на озброєнні у Корпусі морської піхоти Сполучених Штатів Америки.

## Зброя
| Назва                                 | Фото             | Тип                                   | Модифікації                                                                 | Калібр                    | Походження       | Прим.                                                                              |
| Стрілецька зброя                      | Стрілецька зброя | Стрілецька зброя                      | Стрілецька зброя                                                            | Стрілецька зброя          | Стрілецька зброя | Стрілецька зброя                                                                   |
| Пістолети                             | Пістолети        | Пістолети                             | Пістолети                                                                   | Пістолети                 | Пістолети        | Пістолети                                                                          |
| ------------------------------------- | ---------------- | ------------------------------------- | --------------------------------------------------------------------------- | ------------------------- | ---------------- | ---------------------------------------------------------------------------------- |
| M9                                    |                  | самозарядний пістолет                 | M9A1                                                                        | 9×19 мм Парабелум         | Італія           | стандартна службова зброя                                                          |
| P226                                  |                  | самозарядний пістолет                 | P226, P226R                                                                 | 9×19 мм Парабелум         | Швейцарія        |                                                                                    |
| Kimber Custom                         |                  | самозарядний пістолет                 |                                                                             | 9×19 мм Парабелум .45 ACP | США              | Модифікація Colt M1911 Використовується бойовою розвідкою КМП                      |
| Glock 19                              |                  | напівавтоматичний пістолет            |                                                                             | 9×19 мм Парабелум         | Австрія          | використовується тільки Командуванням спеціальних операцій корпусу морської піхоти |
| MEU(SOC)                              |                  | напівавтоматичний пістолет            |                                                                             | .45 ACP                   | США              | використовується тільки Експедиційними силами морської піхоти США                  |
| Автоматична особиста зброя            |                  |                                       |                                                                             |                           |                  |                                                                                    |
| M16A2                                 |                  | автоматична гвинтівка                 |                                                                             | 5,56×45 мм НАТО           | США              | Практично вийшла з вжитку; залишається в обмеженій кількості в окремих підрозділах |
| M16A4                                 |                  | автоматична гвинтівка                 |                                                                             | 5,56×45 мм НАТО           | США              |                                                                                    |
| M4                                    |                  | карабін                               | M4A1                                                                        | 5,56×45 мм НАТО           | США              | Стандартна індивідуальна стрілецька зброя                                          |
| MK18 Mod 1                            |                  | штурмова гвинтівка                    |                                                                             | 5,56×45 мм НАТО           | США              |                                                                                    |
| M27 IAR                               |                  | карабін                               |                                                                             | 5,56×45 мм НАТО           | Німеччина        |                                                                                    |
| Mk16 Mod 0                            |                  | штурмова гвинтівка                    | Mk17 Mod 0                                                                  | 7,62×51 мм НАТО           | Бельгія          |                                                                                    |
| Пістолети-кулемети                    |                  |                                       |                                                                             |                           |                  |                                                                                    |
| MP5                                   |                  | пістолет-кулемет                      |                                                                             | 9×19 мм Парабелум         | Німеччина        |                                                                                    |
| Colt 9mm SMG                          |                  | пістолет-кулемет                      |                                                                             | 9×19 мм Парабелум         | США              |                                                                                    |
| Снайперські та марксманські гвинтівки |                  |                                       |                                                                             |                           |                  |                                                                                    |
| M39 EMR                               |                  | марксманська гвинтівка                |                                                                             | 7,62×51 мм НАТО           | США              |                                                                                    |
| SAM-R                                 |                  | марксманська гвинтівка                |                                                                             | 5,56×45 мм НАТО           | США              |                                                                                    |
| Mk 12 SPR                             |                  | снайперська/марксманська гвинтівка    |                                                                             | 5,56×45 мм НАТО           | США              | З 2017 року замінюється на Mk 17 Mod 0                                             |
| Mk 11 Mod 0                           |                  | марксманська гвинтівка                |                                                                             | 7,62×51 мм НАТО           | США              |                                                                                    |
| M110 SASS                             |                  | снайперська гвинтівка                 |                                                                             | 7,62×51 мм НАТО           | США              | Удосконалена версія Mk 11 Mod 0, їде на заміну Mk 11 Mod 0 та M39 EMR              |
| M40                                   |                  | снайперська гвинтівка                 | M40A3, M40A5 та M40A6                                                       | 7,62×51 мм НАТО           | США              |                                                                                    |
| Barrett M82                           |                  | великокаліберна снайперська гвинтівка | M82A3 та M107                                                               | .50 BMG .416 Barrett      | США              |                                                                                    |
| M21                                   |                  | снайперська гвинтівка                 |                                                                             | 7,62×51 мм НАТО           | США              |                                                                                    |
| Рушниці                               |                  |                                       |                                                                             |                           |                  |                                                                                    |
| 500 MILS                              |                  | рушниця                               | 590A1                                                                       | 12-gauge                  | США              |                                                                                    |
| M870                                  |                  | рушниця                               |                                                                             | 12-gauge                  | США              |                                                                                    |
| M1014                                 |                  | рушниця                               |                                                                             | 12-gauge                  | Італія           |                                                                                    |
| Кулемети                              |                  |                                       |                                                                             |                           |                  |                                                                                    |
| M249E4                                | ceneter          | легкий кулемет                        |                                                                             | 5,56×45 мм НАТО           | Бельгія/ США     |                                                                                    |
| M240L                                 |                  | єдиний кулемет                        |                                                                             | 7,62×51 мм НАТО           | Бельгія/ США     |                                                                                    |
| Mk48                                  |                  | єдиний кулемет                        |                                                                             | 7,62×51 мм НАТО           | Бельгія/ США     | модифікація бельгійського кулемета FN Minimi                                       |
| M2 HMG                                |                  | важкий кулемет                        |                                                                             | .50 BMG                   | США              |                                                                                    |
| Гранати                               |                  |                                       |                                                                             |                           |                  |                                                                                    |
| M67                                   |                  | ручна граната                         |                                                                             |                           | США              |                                                                                    |
| AN M18                                |                  | димова граната                        |                                                                             |                           | США              |                                                                                    |
| Mk 141 Mod 0                          |                  | світлошумова граната                  |                                                                             |                           | США              |                                                                                    |
| Гранатомети                           |                  |                                       |                                                                             |                           |                  |                                                                                    |
| M203A1/M203A2                         |                  | підствольний гранатомет               | M203A1, M203A2, M203PI, M203 DAX                                            | 40-мм гранати             | США              |                                                                                    |
| M320                                  |                  | підствольний гранатомет               |                                                                             | 40-мм гранати             | Німеччина        |                                                                                    |
| MGL-MK1                               |                  | гранатомет-револьвер                  |                                                                             | 40-мм гранати             | ПАР              |                                                                                    |
| Mk 19                                 |                  | автоматичний гранатомет               | Mk 19 Mod 0, Mk 19 Mod 1, Mk 19 Mod 2, Mk 19 Mod 3, Mk 19 Mod 4             | 40-мм гранати             | США              |                                                                                    |
| Протитанкова зброя                    |                  |                                       |                                                                             |                           |                  |                                                                                    |
| FGM-148 Javelin                       |                  | ПТРК                                  |                                                                             | 127-мм                    | США              |                                                                                    |
| BGM-71 TOW                            |                  | ПТРК                                  | BGM-71B, BGM-71C, BGM-71D, BGM-71E, BGM-71F, BGM-71G, BGM-71H, Improved TOW | 152-мм                    | США              |                                                                                    |
| M136 AT4                              |                  | реактивна протитанкова граната        |                                                                             | 84-мм                     | Швеція           |                                                                                    |
| M72 LAW                               |                  | реактивна протитанкова граната        |                                                                             | 66-мм                     | США              |                                                                                    |
| Mk 153 SMAW                           |                  | ручний протитанковий гранатомет       |                                                                             | 83,5-мм                   | США              |                                                                                    |
| Засоби ППО                            |                  |                                       |                                                                             |                           |                  |                                                                                    |
| FIM-92 Stinger                        |                  | ПЗРК                                  |                                                                             |                           | США              |                                                                                    |

## Артилерія
| Назва                             | Фото     | Тип             | Модифікації | Калібр                                                        | Походження      | Прим.                                                                           |
| Міномети                          | Міномети | Міномети        | Міномети    | Міномети                                                      | Міномети        | Міномети                                                                        |
| --------------------------------- | -------- | --------------- | ----------- | ------------------------------------------------------------- | --------------- | ------------------------------------------------------------------------------- |
| M327                              |          | важкий міномет  |             | 120-мм міни                                                   | Франція         |                                                                                 |
| M252                              |          | міномет         | M252A1      | 81-мм міни                                                    | Велика Британія |                                                                                 |
| M224                              |          | міномет         | M224A1      | 60-мм міни                                                    | США             |                                                                                 |
| Гаубиці                           |          |                 |             |                                                               |                 |                                                                                 |
| M198                              |          | середня гаубиця |             | 155-мм артилерійські снаряди                                  | США             | З 2000 року відбувається поступова заміна М198 на полегшену 155-мм гаубицю M777 |
| M777                              |          | легка гаубиця   |             | 155-мм артилерійські снаряди                                  | Велика Британія |                                                                                 |
| Реактивні системи залпового вогню |          |                 |             |                                                               |                 |                                                                                 |
| M142 HIMARS                       |          |                 |             | 6 × 227-мм реактивних снарядів M270 або 1 тактична ракета М39 | США             |                                                                                 |

## Авіація

### Літаки
| Назва                              | Фото | Призначення                                         | Походження | Модифікація                                         | Кількість | Прим.                                                                                       |
| ---------------------------------- | ---- | --------------------------------------------------- | ---------- | --------------------------------------------------- | --------- | ------------------------------------------------------------------------------------------- |
| C-9B Skytrain II                   |      | пасажирсько-вантажний літак                         | США        |                                                     | 2         | до 2023 року планується заміна на C-40A Clipper                                             |
| Gulfstream C-20G                   |      | пасажирсько-вантажний літак                         | США        | C-20G                                               | 1         | планується модернізація до рівня C-20ER                                                     |
| EA-6B Prowler                      |      | палубний літак радіоелектронної боротьби і протидії | США        |                                                     | 6         | з 2019 року планується заміна на EA-18G Growler                                             |
| F/A-18A Hornet                     |      | палубний винищувач                                  | США        | 36 — в строю, 7 — навчальні, 12 — у резерві         | 55        | з 2019 року планується заміна на F-35B/C Lightning II                                       |
| F/A-18B Hornet                     |      | палубний навчально-тренувальний літак               | США        | 4 — навчальні, 3 — у резерві                        | 7         | з 2019 року планується заміна на F-35B/C Lightning II                                       |
| F/A-18C Hornet                     |      | палубний винищувач                                  | США        | 60 — в строю, 12 — навчальні, 47 — у резерві        | 119       | з 2019 року планується заміна на F-35B/C Lightning II                                       |
| F/A-18D Hornet                     |      | палубний штурмовик                                  | США        | 48 — в строю, 20 — навчальні, 24 — у резерві        | 92        | з 2023 року планується заміна на F-35B/C Lightning II                                       |
| F-35B Lightning II                 |      | палубний винищувач ЛВЗП/ЛСЗП                        | США        | 32 — в строю, 25 — навчальні                        | 57        | з 2019 року планується придбання 353 F-35B та 67 F-35C (CTOL) для заміни застарілих літаків |
| F-5N Tiger II                      |      | легкий винищувач                                    | США        |                                                     | 13        |                                                                                             |
| KC-130T/J Hercules/ Super Hercules |      | літак-заправник                                     | США        | (45 — у строю, 7 — резерв) x KC-130J та 12 x KC-130 | 64        |                                                                                             |
| UC-12W Huron                       |      | пасажирсько-вантажний літак                         | США        |                                                     | 6         | до 2024 року планується заміна на UC-12F/M Huron                                            |
| UC-12M Huron                       |      | пасажирсько-вантажний літак                         | США        |                                                     | 3         | до 2024 року планується заміна на UC-12W Huron                                              |
| UC-12F Huron                       |      | пасажирсько-вантажний літак                         | США        |                                                     | 3         | до 2024 року планується заміна на UC-12W Huron                                              |
| Cessna UC-35                       |      | багатоцільовий літак                                | США        | UC-35DUC-35C                                        | 102       |                                                                                             |

### Вертольоти/ЛВЗП/конвертоплани
| Назва                 | Фото | Походження | Тип                                                   | Модифікація                                     | Кількість | Прим.                                 |
| --------------------- | ---- | ---------- | ----------------------------------------------------- | ----------------------------------------------- | --------- | ------------------------------------- |
| CH-53E Super Stallion |      | США        | Важкий транспортний вертоліт                          | 96 — в строю, 10 — навчальні, 6 — у резерві     | 112       |                                       |
| AH-1W SuperCobra      |      | США        | ударний вертоліт                                      |                                                 | 81        | планується заміна на Bell AH-1Z Viper |
| AH-1Z Viper           |      | США        | ударний вертоліт                                      |                                                 | 73        | загалом буде придбано 189 од.         |
| UH-1Y Venom           |      | США        | багатоцільовий вертоліт                               |                                                 | 160       |                                       |
| VH-60N Whitehawk      |      | США        | багатоцільовий вертоліт                               |                                                 | 8         |                                       |
| VH-3D Sea King        |      | США        | багатоцільовий вертоліт                               |                                                 | 11        |                                       |
| Kaman K-MAX           |      | США        | багатоцільовий вертоліт-кран                          |                                                 | 1         |                                       |
| AV-8B/+ Harrier II    |      | США        | палубний штурмовик вертикального злету та приземлення | 80 — в строю, 13 — навчальні, 4 — на тестуванні | 97        |                                       |
| TAV-8B Harrier II     |      | США        | навчальний літак вертикального злету та приземлення   |                                                 | 13        |                                       |
| MV-22B Osprey         |      | США        | конвертоплан                                          |                                                 | 360       |                                       |

### Безпілотні літальні апарати
| Назва            | Фото | Походження | Тип                 | Модифікація | Кількість | Прим. |
| ---------------- | ---- | ---------- | ------------------- | ----------- | --------- | ----- |
| AAI RQ-7 Shadow  |      | США        | розвідувальний БПЛА |             | 50        |       |
| RQ-11 Raven      |      | США        | розвідувальний БПЛА |             |           |       |
| ScanEagle        |      | США        | розвідувальний БПЛА |             |           |       |
| RQ-20 Puma       |      | США        | розвідувальний БПЛА |             |           |       |
| RQ-21 Blackjack  |      | США        | розвідувальний БПЛА |             |           |       |
| Switchblade      |      | США        | БПЛА-камікадзе      |             |           |       |
| MQ-8B Fire Scout |      | США        | багатоцільовий БПЛА |             | 27        |       |

## Наземна бойова техніка

### Бронетехніка
| Назва                                  | Фото                  | Походження               | Модифікація | Кількість             | Прим.                 |                       |
| основний бойовий танк                  | основний бойовий танк | основний бойовий танк    | основний бойовий танк | основний бойовий танк | основний бойовий танк | основний бойовий танк |
| -------------------------------------- | --------------------- | ------------------------ | --- | --------------------- | --------------------- | --------------------- |
| M1A1 Abrams                            |                       | США                      | | 403                   |                       |                       |
| Бронетранспортер                       |                       |                          | |                       |                       |                       |
| AAV-P7                                 |                       | США                      | AAVP-7A1 (Personnel)AAVC-7A1 (Command)AAVR-7A1 (Recovery)AAVP7A1 RAM/RS | 1 321                 |                       |                       |
| LAV-25                                 |                       | Канада / Швейцарія / США | LAV-25LAV-AT (Anti-Tank)LAV-M (Mortar Carrier)LAV-R (Recovery vehicle)LAV-JSLNBCRSLAV-C2 (Command and Control)LAV-LOG (Logistics)LAV-MEWSS (Mobile Electronic Warfare Support System) | 40195504531509412     |                       |                       |
| Броньована ремонтно-евакуаційна машина |                       |                          | |                       |                       |                       |
| M88A2                                  |                       | США                      | | 69                    |                       |                       |

### Автомобілі
| Назва                       | Фото       | Походження | Модифікація | Кількість  | Прим.                          |            |
| автомобіль                  | автомобіль | автомобіль | автомобіль | автомобіль | автомобіль                     | автомобіль |
| --------------------------- | ---------- | ---------- | --- | ---------- | ------------------------------ | ---------- |
| HMMWV                       |            | США        | M1114 Up-Armored Armament CarrierM1151A1 Up-Armored Armament CarrierM1152(A1) heavy cargo truckM1165 troop/cargo/MRC radio truckM1167A1 TOW carrier | 19 598     |                                |            |
| MTVR                        |            | США        | MK-23/MK-25/AMK-23/AMK-25 cargo/troop/towingMK-27/MK-28/AMK-27/AMK-28 extended bed cargo/troop/towingMK-29/MK-30/AMK-29/AMK-30 dump truckMK-31/MK-32/AMK-31/AMK-32 Medium Equipment Transporter (tractor)MK-36/AMK-36 wreckerMK-37 HIMARS resupply truck w/craneMK-38 HIMARS trailer | 11 400     |                                |            |
| Growler                     |            | США        | M1161 Light Strike VehicleM1163 Prime Mover |            |                                |            |
| LVS                         |            | США        | MK48 Front Power UnitMK14 flatbed trailerMK15 wreckerMK16 tractorMK17 dropside w/crane (flatbed with troop seats)MK18 self-loader (containers, ribbon bridges, river boats) |            |                                |            |
| LVSR                        |            | США        | MKR18 cargoMKR16 tractorMKR15 wrecker | 1459381160 | Загальна кількість: 1 806      |            |
| Бульдозери                  |            |            | |            |                                |            |
| Caterpillar D9              |            | США        | |            |                                |            |
| M9                          |            | США        | |            | Інженерна машина розгородження |            |
| Броньовані інженерні машини |            |            | |            |                                |            |
| M60A1 AVLB                  |            | США        | |            | танковий мостоукладальник      |            |
| Assault Breacher Vehicle    |            | США        | |            | машина розмінування            |            |